# Riverview (Oregon, Multnomah megye)
Riverview az Amerikai Egyesült Államok északnyugati részén, Oregon állam Multnomah megyéjében, a Sauvie-szigeten elhelyezkedő kísértetváros. A GNIS szerint az egykori település létezése kétséges.

## Fordítás
- Ez a szócikk részben vagy egészben  a   Riverview, Multnomah County, Oregon című angol Wikipédia-szócikk ezen változatának fordításán alapul.  Az eredeti cikk szerkesztőit annak laptörténete sorolja fel. Ez a jelzés csupán a megfogalmazás eredetét és a szerzői jogokat jelzi, nem szolgál a cikkben szereplő információk forrásmegjelöléseként.